# Référendum liechtensteinois de 2019
Un référendum a lieu au Liechtenstein le 24 novembre 2019. La population est amenée à se prononcer sur le financement du nouvel hôpital public de la capitale, Vaduz, huit ans après le rejet par référendum d'un premier projet, jugé trop onéreux.
La proposition est approuvée par une majorité de 56,23 % des voix.

## Contexte
En 2011, la population rejette au cours d'un référendum d'origine populaire le projet voté par le Landtag de construction d'un nouvel hôpital dans la capitale, Vaduz, pour un cout total de 83 millions de francs suisses financés par un emprunt.
À la suite de ce rejet, une commission est établie pour mettre en œuvre un nouveau projet plus modeste, le refus de la population ayant été fondé au cours de la campagne référendaire sur son coût, jugé excessif. Le second projet d’hôpital se chiffre ainsi à 65,5 millions de francs suisses, toujours financés par l'emprunt.
Le Landtag vote le projet le 5 septembre 2019 par dix-sept voix pour et huit voix contre, et conditionne dans la foulée l'emprunt à un vote favorable lors d'un nouveau référendum, qu'il fixe cinq jours plus tard au 24 novembre suivant,.
Il s'agit d'un référendum facultatif d'origine parlementaire sur une question budgétaire : dans le cadre de l'article 66 de la constitution, le budget alloué par le Landtag fait l'objet d'une demande de mise à la votation par les députés à l'unanimité,.

## Résultats

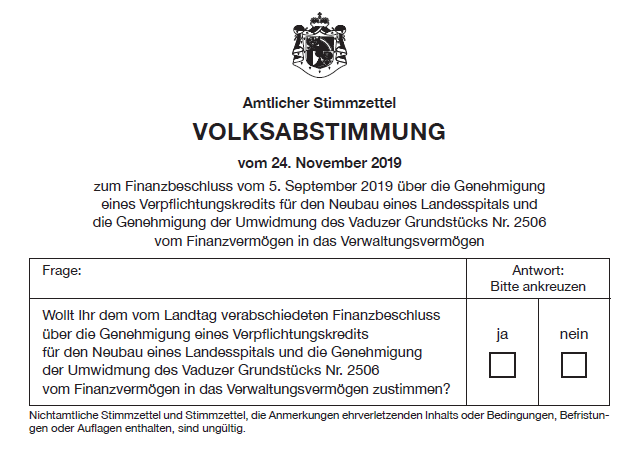
Bulletin de vote utilisé.

| Choix                    | Votes  | %     |
| ------------------------ | ------ | ----- |
| Pour                     | 8 091  | 56,23 |
| Contre                   | 6 299  | 43,77 |
|                          |        |       |
| Votes valides            | 14 390 | 99,41 |
| Votes blancs             | 21     | 0,14  |
| Votes invalides          | 65     | 0,45  |
| Total                    | 14 476 | 100   |
| Abstentions              | 5 767  | 38,49 |
| Inscrits / Participation | 20 243 | 71,51 |

| Pour 8 091 (56,23 %) |  |  | Contre 6 299 (43,77 %) |
| ▲                    |  |  |                        |
| Majorité absolue     |  |  |                        |